# المعلومات الصحية على الإنترنت
تشير المعلومات الصحية الموجودة على الإنترنت إلى جميع المعلومات المتعلقة بالصحة، التي يجري إرسالها عبر الإنترنت أو المتاحة على الإنترنت.

## مقدمة
يُستخدم الإنترنت على نطاق واسع من قبل عامة الناس للعثور على المعلومات الصحية. في أواخر التسعينيات، لاحظ الباحثون زيادة في وصول مستخدمي الإنترنت إلى المحتوى المتعلق بالصحة على الرغم من التباين في جودة المعلومات، ومستوى الوصول، والثقافة الصحية. الوصول إلى المعلومات الصحية لا يضمن الفهم، لأن الثقافة الصحية للأفراد مختلفة.
يُعتقد أن المرضى (الذين يعرفون تاريخهم الطبي) قد يتعلمون ويفسرون هذه المعلومات بطريقة تفيدهم. ولكن، ليس هذا هو الحال دائمًا لأن المعلومات الصحية عبر الإنترنت لا تخضع للمراجعة دائمًا. يشعر الأطباء بالقلق، إذ إن المرضى الذين يجرون بحثًا عبر الإنترنت حول تاريخهم الطبي معرضون لخطر التضليل. في عام 2013، كانت الآراء حول العلاقة بين مقدمي الرعاية الصحية والمعلومات الصحية عبر الإنترنت لا تزال قيد الإنشاء.
وفقًا لدراسة أجريت عام2014، «تغير تدفق المعلومات عبر الإنترنت  بنحو جذري، وأصبح لدى الأطباء تحكم أقل في المعلومات الصحية، التي يجري نقلها إلى المرضى. ومن الطبيعي، أن هذا التحول في النموذج أثار وجهات نظر متنوعة ومتضاربة أحيانًا حول قيمة الإنترنت كأداة تحسين الرعاية الصحية».

## أهمية العلاقة بين الطبيب والمريض
يجد الطبيب في بعض الحالات صعوبةً في شرح المفاهيم الطبية المعقدة للمريض، فيميل هذا المريض إلى البحث عن معلومات عبر الإنترنت. يجب أن يشارك المرضى في صنع القرار، ما يعني أن المرضى يجب أن يكونوا قادرين على اتخاذ قرارات مستنيرة حول اتجاه علاجهم الطبي بالتعاون مع طبيبهم. يتمتع المرضى الأثرياء والمتعلمون والمتميزون اجتماعيًا بفوائد صنع القرار المشترك أكثر من أولئك الذين لديهم طبقة اجتماعية اقتصادية منخفضة.
يساهم فهم المرضى الخاطئ لصحتهم في مجموعة من القضايا، متضمنةً الميل إلى الابتعاد عن المشورة الطبية للطبيب أو تفويت المواعيد الطبية. المرضى الذين يعانون من محدودية الوصول إلى المعلومات الصحية هم أكثر عرضة لاستخدام الطب التكميلي والبديل، ويفشلون في إبلاغ طبيبهم عنها، ولا يكون الطب التكميلي والبديل طبًا قائمًا على الأدلة. يستطيع الأطباء العمل على تحسين مهارات التواصل بين الطبيب والمريض، ما يمكن الأفراد من أن يصبحوا أكثر دراية بصحتهم من طريق برامج تثقيف المرضى. أشارت دراسة أجراها لوريج في عام 2002 إلى أنه يمكن تحسين عمليات الرعاية الصحية بكفاءة مع سلوك المرضى.

## وسائل التواصل الاجتماعي
يمكن لأي شخص في المنتديات الصحية إجراء محادثات الصحية حول الصحة مع أقرانه، هذا شائع -بصفة خاصة- بين المرضى الذين يرغبون في التحدث عن مخاوف طبية مشتركة مع الآخرين. أفاد الأشخاص الذين يشاركون في مجتمعات الإنترنت التي تناقش القضايا الصحية بأنهم يشعرون بالارتياح بشأن مخاوفهم الصحية، ويرون أن لديهم سيطرة أكبر على صحتهم وحالتهم الطبية، واكتساب المزيد من المعرفة الطبية، وامتلاك وكالة شخصية بصفة عامة أكثر.
فشلت بعض الدراسات البحثية في العثور على دليل للتحقق من صحة مخاوف الأطباء بشأن المرضى الذين يتلقون معلومات خاطئة عبر الإنترنت أو يستخدمون المعلومات الصحية عبر الإنترنت لإجراء التشخيص الذاتي يكتسب مرضى الأمراض المزمنة الذين يستخدمون الإنترنت للحصول على معلومات متعلقة بالصحة مهارات جيدة للحكم على جودة المعلومات التي يجدونها.
تُعد منصات وسائل التواصل الاجتماعي قنوات يمكن للأطباء استخدامها لاكتساب نظرة ثاقبة على أفكار مرضاهم. يتجه المرضى بنحو متزايد إلى وسائل التواصل الاجتماعي للحصول على معلومات صحية، وأحيانًا تكون ذات جودة مشكوك فيها. استخدمت العديد من الدراسات وسائل التواصل الاجتماعي لجمع البيانات حول التفاعلات الدوائية الضارة للمرضى بنتائج جيدة عمومًا.
تُستخدم بعض المنظمات التجارية المعلومات الصحية التي تُجمع من الإنترنت، ما يثير مخاوف خطيرة تتعلق بالأخلاق والخصوصية، متضمنةً مخاطر الانتهاكات العرضية لخصوصية المريض من قبل مقدمي الرعاية الصحية.

## جودة المعلومات
المعلومات المتعلقة بالصحة، المتوفرة على الإنترنت، معقدة وتختلف جودتها اختلافًا كبيرًا حسب المصدر. انتُقدت معايير ضمان مراقبة الجودة على الإنترنت، ولا يوجد أي معيار مقبول عالميًا. حقّق العديد من الباحثين في هذه القضية، ما أدى إلى مجموعة واسعة من النظريات من مختلف التخصصات.